# Eclissi solare del 25 novembre 2011
L'eclissi solare del 25 novembre 2011  è un evento astronomico che ha avuto luogo il suddetto giorno dalle ore 4:23 UTC alle 8:17 UTC.
È stata visibile da tutta l'Antartide, dal Sudafrica e in piccola parte da Nuova Zelanda e Tasmania.
La Luna è passata davanti al Sole senza però coprirlo completamente, ma nascondendone comunque una buona parte a seconda del luogo in cui ci si stava trovando.
L'eclissi maggiore è stata visibile alle coordinate 68.6S 82.4W, nell'oceano antartico al largo dell'omonima penisola alle ore 6:21 UTC.

## Simulazione zona d'ombra

Ombra generata dall'eclissi.